# Иджид-Анью
Иджи́д-Анью́ або Иджи́д-Ань-Ю (рос. Ыджыд-Анью, Ыджыд-Ань-Ю) — річка в Республіці Комі, Росія, ліва притока річки Ілич, правої притоки річки Печора. Протікає територією Троїцько-Печорського району.
Річка починається на північно-західних схилах височини Висока Парма, протікає на північний захід, північ, північний схід, північ, північний захід, північний схід, північ та північний захід. Впадає до Ілича навпроти колишнього присілка Аньюдін.